# Seaboard System Railroad
Le Seaboard System Railroad (sigle AAR : SBD) était un chemin de fer américain de classe I créée par CSX Corporation afin de consolider les différentes compagnies du Family Lines System (Seaboard Coast Line Railroad, Louisville and Nashville Railroad, Georgia Railroad, Clinchfield Railroad et le West Point route regroupant l'Atlanta and West Point Railroad et le Western Railway of Alabama) avant d'aboutir à la création le CSX Transportation.

## L'enseigne Family Lines System

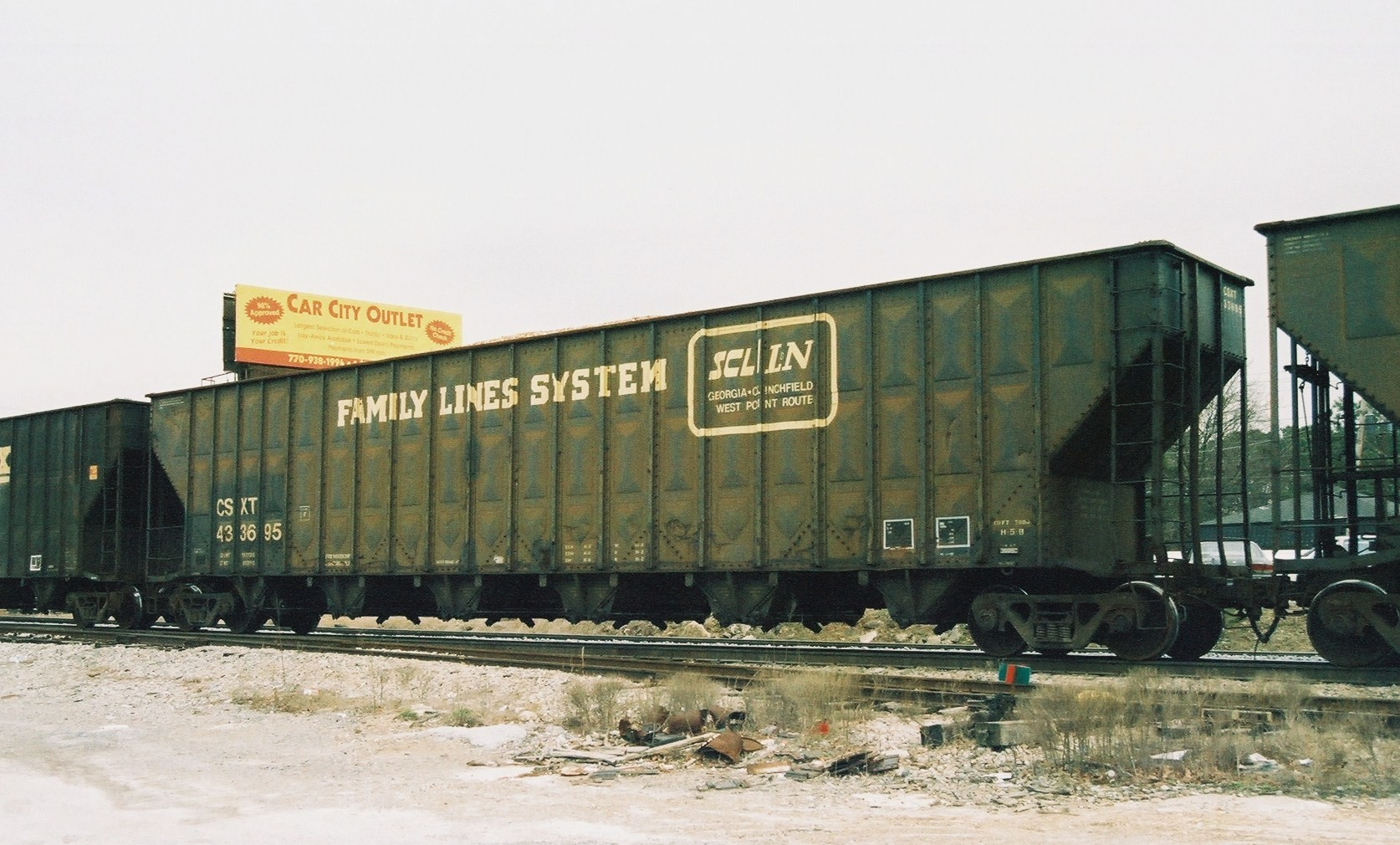
Wagon avec l'enseigne du "Family Lines System"

Le Seaboard System Railroad avait pour origine le Family Lines System; cette enseigne commerciale commune avait été choisie en 1972 par le Seaboard Coast Line Railroad et ses  nombreuses filiales suivantes : Louisville and Nashville Railroad (LN), Georgia Railroad (GA), Atlanta and West Point Railroad (A&WP), Clinchfield Railroad (CRR), Western Railway of Alabama (WA). Pour uniformiser l'identité visuelle du Family Lines System, les locomotives et les cabooses furent repeints en gris (teinte French Themed Gray) avec une bande rouge supérieure et une bande jaune inférieure sur laquelle était inscrit « Family Lines System »; le logo, avec l'inscription SCL/L&N Georgia Clinchfield West Point Route en lettres blanches sur fond rouge, était appliqué sur les 2 bandes latérales. Cette livrée commune qui semblait effacer l'identité des compagnies, provoqua des confusions auprès des clients et des transporteurs, car les 6 compagnies continuaient de fonctionner séparément, et leurs sigles d'identification figuraient toujours en bas des cabines de conduite des locomotives ainsi que sur les wagons,.

## Création de la CSX Corporation
La holding de tête CSX Corporation fut constituée le 1er novembre 1980 par la fusion de deux autres holdings : Seaboard Coast Lines Industries et Chessie System. La première mission de CSX Corporation fut d'organiser la fusion des différentes compagnies regroupées sous l'enseigne Family Lines System, devenue trop confuse. 

## L'enseigne Seaboard System
Le 18 décembre 1982, l'enseigne de marketing Family Line System fut rebaptisée Seaboard System. Onze jours plus tard, le Seaboard Coast Line Railroad fusionna le Louisville and Nashville Railroad et le Clinchfield Railroad le 29 décembre 1982. 

## Le Seaboard System Railroad
Le Seaboard Coast Line Railroad (SCL) se rebaptisa Seaboard System Railroad le 1er janvier 1983, et fusionna rapidement le Georgia Railroad. La livrée grise fut conservée, mais les longues bandes rouge et jaune disparurent au profit d'un logo constitué de 2 petites bandes stylisées jaune et rouge représentant les lettres SS (Seaboard System); le nom était inscrit en gros avec la police ITC Eras Demi,,.

### Fusions et consolidations
Mais le SBD n'exista que 4 ans, car il n'était qu'une étape avant la constitution du CSX Transportation. Le Seaboard System poursuivit son développement en absorbant :
- le South Carolina Pacific Railway le 30 avril 1984,
- le Louisville, Henderson and St. Louis Railway en juillet 1984,
- le Gainesville Midland en 1985,
- l'Atlanta and West Point Railroad en juin 1986,
- le Columbia, Newberry & Laurens Railroad en juin 1986.

Le SBD modifia sa flotte pour se rapprocher de celle utilisée par le Chesapeake and Ohio Railway (C&O) et le Baltimore and Ohio Railroad (B&O), avec notamment les nouvelles EMD SD50. Il mit un terme aux particularités de certaines compagnies, il abandonna l'usage des MARS lights sur les locomotives, et introduisit un système de numérotation qui fut en partie adopté par la flotte des locomotives du B&O/C&O. À la veille de la création du CSX Transportation, l'objectif de convergence du Seaboard System et du Chessie System (C&O/B&O) était atteint.

### CSX Transportation
Lorsque l'ICC approuva la fusion avec le Chessie System, le Seaboard System Railroad fut rebaptisé CSX Transportation le 1er juin 1986. La compagnie commença à appliquer la nouvelle livrée et le logo du CSX Transportation sur une petite partie de ses locomotives.
Le 30 avril 1987, le Baltimore & Ohio (qui avait absorbé le Western Maryland Railway en 1983) fusionna dans le Chesapeake & Ohio, lequel finit par fusionner dans le CSX Transportation le 30 août 1987. Les principales compagnies constitutives de CSX ne faisaient plus qu'une. 
Seul, le Western Railway of Alabama (WA) conserva son indépendance jusqu'en décembre 2002, date de sa fusion dans le CSX.

## Les divisions
- Atlanta
- Birmingham
- Clinchfield
- Corbin
- Evansville
- Florence
- Jacksonville
- Louisville
- Mobile
- Nashville
- Raleigh
- Savannah
- Tampa

## Traduction
- (en) Cet article est partiellement ou en totalité issu de l’article de Wikipédia en anglais intitulé « Seaboard System Railroad » (voir la liste des auteurs).